# Sam Oomen
Sam Oomen (ur. 15 sierpnia 1995 w Tilburgu) – holenderski kolarz szosowy.

## Osiągnięcia
Opracowano na podstawie:

2012
- 1. miejsce w Grand Prix Rüebliland
  - 1. miejsce w klasyfikacji młodzieżowej
  - 1. miejsce na 3. etapie (jazda indywidualna na czas)

2013
- 1. miejsce w mistrzostwach Holandii juniorów (jazda indywidualna na czas)

2014
- 1. miejsce w klasyfikacji górskiej Tour de Bretagne
- 3. miejsce w Paris–Tours Espoirs

2015
- 3. miejsce w Flèche Ardennaise
- 1. miejsce w Rhône-Alpes Isère Tour
  - 1. miejsce w klasyfikacji punktowej
  - 1. miejsce w klasyfikacji młodzieżowej
  - 1. miejsce na 1. etapie
- 2. miejsce w Tour des Pays de Savoie
  - 1. miejsce w klasyfikacji górskiej
  - 1. miejsce w klasyfikacji młodzieżowej
  - 1. miejsce na 2. i 4. etapie
- 2. miejsce w Tour Alsace
  - 1. miejsce w klasyfikacji młodzieżowej
- 1. miejsce w Paris–Tours Espoirs

2016
- 3. miejsce w Critérium International
- 1. miejsce w Tour de l’Ain
  - 1. miejsce w klasyfikacji młodzieżowej
  - 1. miejsce na 3. etapie

2018
- 1. miejsce w klasyfikacji młodzieżowej Volta ao Algarve
- 9. miejsce w Giro d’Italia

2019
- 1. miejsce w klasyfikacji młodzieżowej Tirreno-Adriático

## Rankingi
| Rok             | 2014 | 2015 | 2016 | 2017 | 2018  | 2019 | 2020 | 2021 | 2022 | 2023 | 2024 |
| --------------- | ---- | ---- | ---- | ---- | ----- | ---- | ---- | ---- | ---- | ---- | ---- |
| UCI World Tour  |      |      | -    | 98.  | 67.   |      |      |      |      |      |      |
| World Ranking   |      |      | 166. | 148. | 88.   | 409. | 322. | 272. | 320. | 680. | 453. |
| UCI Europe Tour | 433. | 32.  | 88.  | 490. | 1041. | 326. | 267. | 230. | 257. | -    | -    |
|                 |      |      |      |      |       |      |      |      |      |      |      |
| Źródło: UCI     |      |      |      |      |       |      |      |      |      |      |      |